# 丝叶薹草
丝叶薹草（学名：Carex capilliformis）是莎草科薹草属的植物，为中国特有。分布于中国大陆的四川、陕西等地，生长于海拔2,000米至3,600米的地区，多生在山坡林下，目前尚未由人工引种栽培。

## 别名
毛状薹草（秦岭植物志）

## 异名
- Carex capilliformis Franch. var. major Kuekenth.